# ドント・ウォーリー
『ドント・ウォーリー』（Don't Worry, He Won't Get Far on Foot）は、2018年のアメリカ合衆国の伝記映画。事故で四肢麻痺になった漫画家のジョン・キャラハンを描く。監督はガス・ヴァン・サント。主演はホアキン・フェニックス。共演はジョナ・ヒル、ルーニー・マーラ、ジャック・ブラックら。

## キャスト
- ジョン・キャラハン（英語版）: ホアキン・フェニックス
- ドニー: ジョナ・ヒル
- アヌー: ルーニー・マーラ
- デクスター: ジャック・ブラック
- マイク: マーク・ウェバー
- ジョージ: ウド・キア
- テリー・アルバート: アンジェリーク・リヴェラ
- リリー看護婦: オリヴィア・ハミルトン
- スザンネ: キャリー・ブラウンスタイン（英語版）
- シャノン: ヘザー・マタラッツォ
- ボニー: レベッカ・リッテンハウス（英語版）
- モートン・キンブル: ロン・パーキンス（英語版）
- マーギー: レベッカ・フィールド
- コーキー: キム・ゴードン
- イエス・アルバラード: エミリオ・リヴェラ
- スケートボーダー #1: イーサン・ティンドカシリ
- スケートボーダー #2: サニー・サジック（英語版）
- スケートボーダー #3: クリー・カワ
- スケートボーダー #4: ノーラン・グロス
- スケートボーダー #5: レオ・フェニックス
- レバ: ベス・ディットー
- ジョンの母の霊体: ミレイユ・イーノス

## 製作
2016年11月29日、主演ホアキン・フェニックス、監督ガス・ヴァン・サントで漫画家のジョン・キャラハンの自伝『Don't Worry, He Won't Get Far on Foot』に基づいた伝記映画を製作することが発表された。2016年12月、ルーニー・マーラとジョナ・ヒルがキャストに加わった。2017年2月、ジャック・ブラックがキャストに加わった。2017年3月、マーク・ウェバーとアンジェリーク・リヴェラがキャストに加わった。

### 撮影
主要な撮影は、2017年3月6日に開始し、2017年4月6日に終了した。

## 公開
本作はアマゾン・スタジオの配給で公開される。本作は2018年1月19日に開催されたサンダンス映画祭のプレミア部門にて初公開された。また、2018年2月20日に開催されたベルリン国際映画祭でも上映された。本作の全米公開日は当初、2018年5月11日だったが、2018年7月13日に後ろ倒しされた。

### 批評家からの評価
本作は批評家から肯定的な評価を受けている。Rotten Tomatoesでは190の批評家レビューのうち77%が支持評価を下し、平均評価は10点中6.6点、批評家の一致した見解は「『ドント・ウォーリー』は脚本・監督のガス・ヴァン・サントの繊細な仕事ぶりと、選び抜かれたキャストの見事な努力により、感動的な伝記映画のありきたりな表現を避けている。」となった。MetacriticのMetascoreは39の批評家レビューに基づいて、100点中67点となった。